# Liste des sites mégalithiques de l'Aberdeenshire
Cette liste non exhaustive recense les principaux sites mégalithiques de l'Aberdeenshire.

## Cartographie
Localisation des principaux sites mégalithiques de l'Aberdeenshire
| : Complexes mégalithiques · : Alignements, henges, cromlechs · : Dolmens, menhirs, tumulus, cairns · |

## Liste
| Site                      | Type   | Notes | Coordonnées                 | Image |
| ------------------------- | ------ | ----- | --------------------------- | ----- |
| Cromlech de Strichen (en) | Henge  |       | 57° 34′ 49″ N, 2° 06′ 27″ O |       |
| Cairntradlin Stone        | Menhir |       | 57° 12′ 54″ N, 2° 18′ 18″ O |       |